# Jim Lee

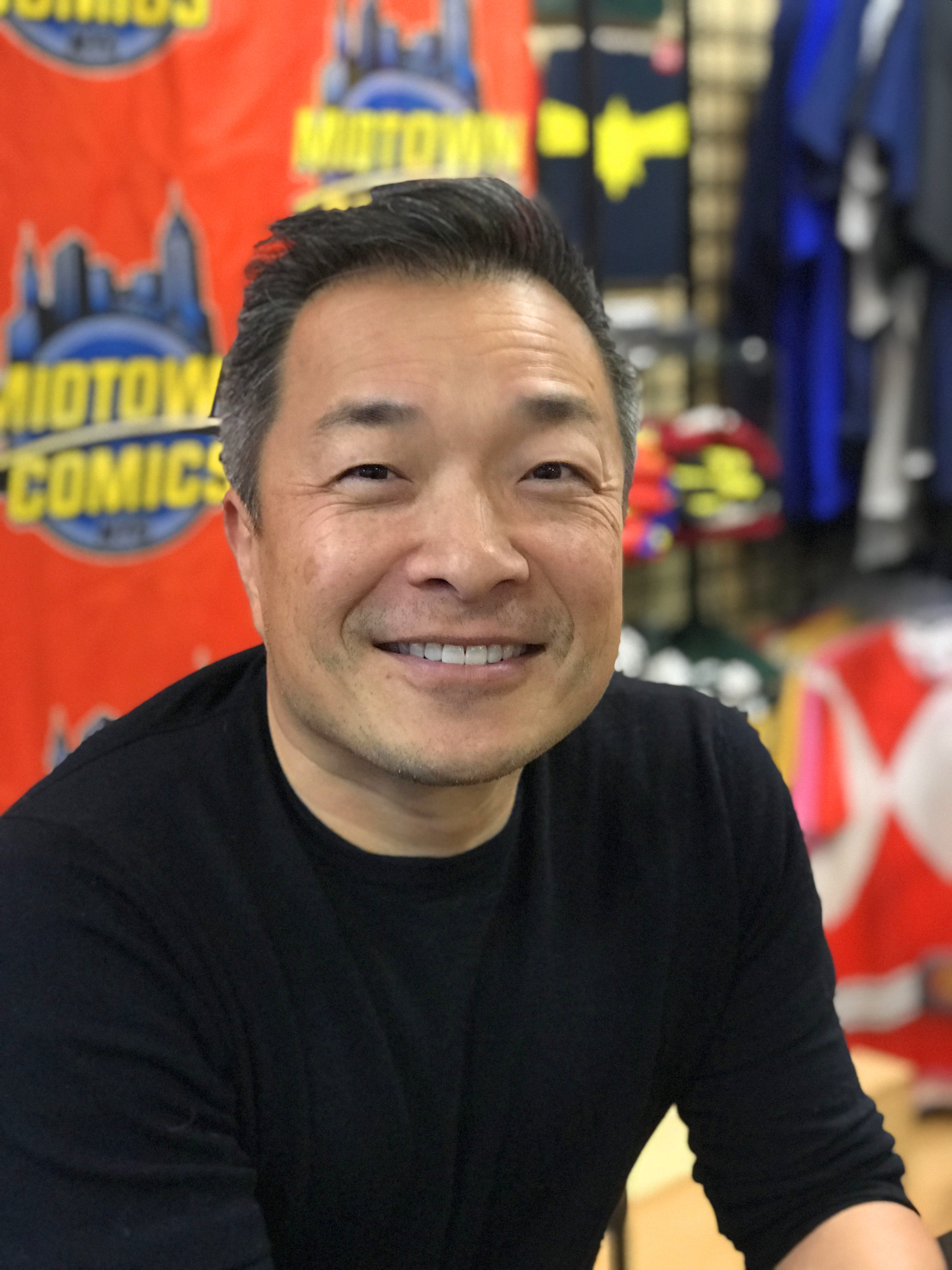
Jim Lee (2019)

Jim Lee (* 11. August 1964 in Seoul, Südkorea) ist ein südkoreanisch-amerikanischer Comiczeichner und -verleger.

## Karriere
Lee begann seine Karriere als Tuscher, wurde aber als Zeichner der „Marvel Comics“-Serie Uncanny X-Men in den späten 1980er und frühen 1990er Jahren berühmt. Die Serie X-Men wurde nach seinem großen Erfolg für ihn und Autor Chris Claremont 1991 gestartet. X-Men #1 ist immer noch der meistverkaufte amerikanische Comic aller Zeiten. Nach Claremonts frühem Abgang übernahm Lee auch kurzzeitig die Rolle des Autors der Serie.
1992 verließ Lee Marvel und gründete mit sechs anderen Zeichnern (Todd McFarlane, Marc Silvestri, Erik Larsen, Rob Liefeld, Jim Valentino und Whilce Portacio) Image Comics. Lees Studio innerhalb von Image wurde Wildstorm getauft und zu einem der erfolgreicheren Image-Studios. Seine Serie WildC.A.T.S. war eine der ersten Image-Serien und ein großer kommerzieller Erfolg.
Lee und Liefeld kehrten 1996 bis 1997 kurzzeitig zu Marvel zurück, um ein Heroes Reborn getauftes Event umzusetzen. Lee übernahm die Handlungen der Serien Fantastic Four und Iron Man für ein Jahr und zeichnete ersteren Titel auch, Liefeld bekam die Titel Captain America und The Avengers. Während Liefeld frühzeitig von Marvel gefeuert wurde, konnte Lee das Jahr abschließen, beendete aber danach ebenfalls die Zusammenarbeit mit Marvel.
2001 verließ Lee Image und verkaufte Wildstorm an DC Comics, nachdem Verhandlungen mit Marvel gescheitert waren. Lee hatte schon einige Zeit hauptsächlich als Verleger gearbeitet und nur sporadisch Cover-Illustrationen und Pin-ups gezeichnet. 2003 kehrte er ans Zeichenbrett zurück und schuf zusammen mit Autor Jeph Loeb mit Hush eine zwölfteilige, höchst erfolgreiche, Batman-Geschichte. 2004 übernahm er mit Brian Azzarello Superman. Mitte 2005 erschien bei DC das erste Heft seiner Co-Produktion mit einem weiteren Schwergewicht der amerikanischen Comic-Szene, Frank Miller: All Star Batman & Robin the Boy Wonder.
Seit 2010 war Lee zusammen mit Dan DiDio Mitherausgeber von DC. 2018 übernahm er außerdem den Posten des Kreativdirektors. Nach dem Ausscheiden DiDios 2020 wurde Lee alleiniger Herausgeber. Seit 2023 ist Lee Präsident, Herausgeber und Kreativdirektor von DC.